# Barleria obtusa
Barleria obtusa es una especie de planta floral del género Barleria, familia Acanthaceae.
Es nativa de KwaZulu-Natal y Mozambique.

## Descripción
Es un subarbusto que puede llegar a crecer 30-300 centímetros de altura, con semillas de 4–4,5 mm de largo y ancho. Los tallos de esta especie poseen tricomas (pelos) densos, cortos y blancos. Posee hojas ovadas de 2–8 × 1–3.5(4.5) centímetros; ápice poco atenuados, pecíolo de 5–17 mm de largo.

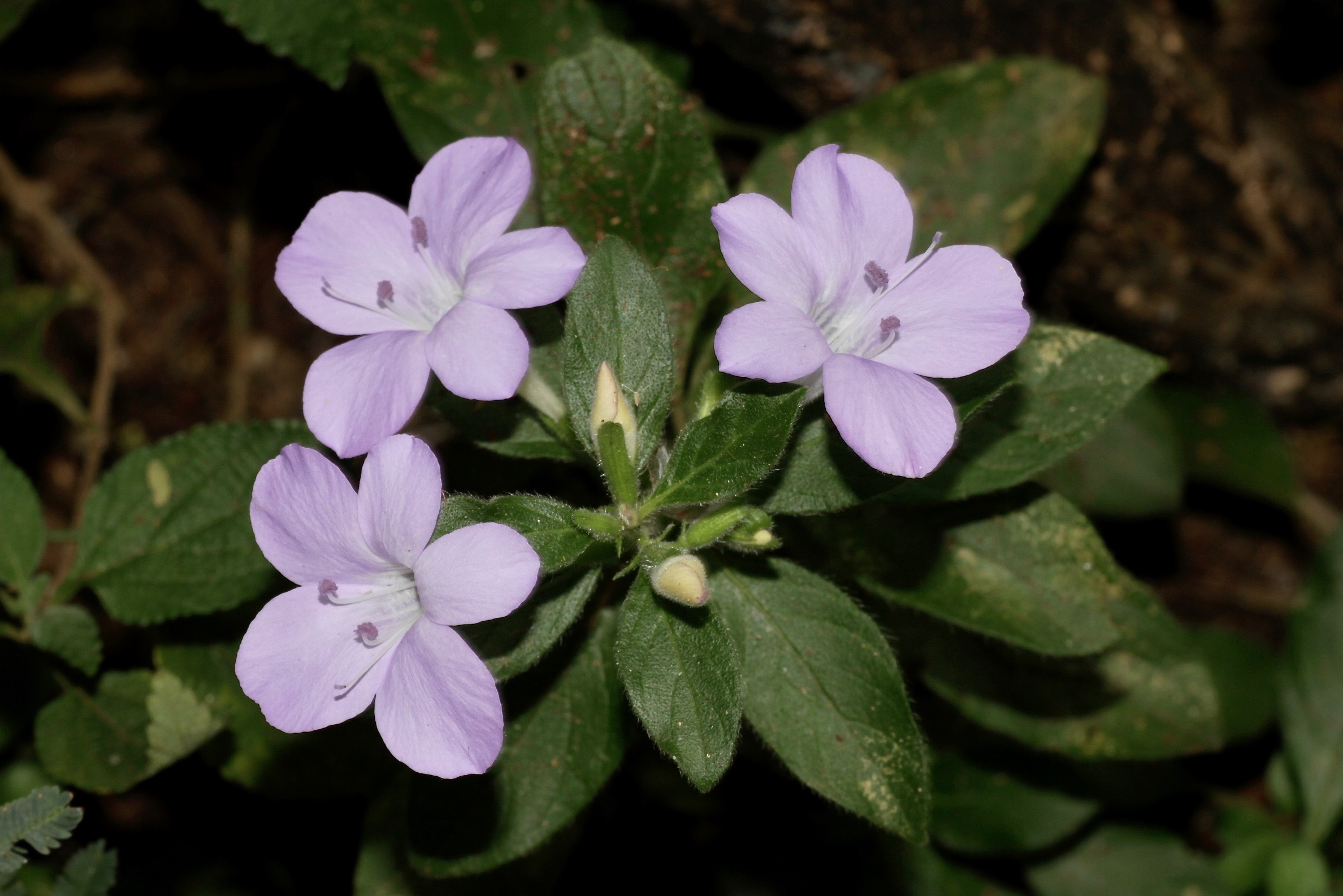
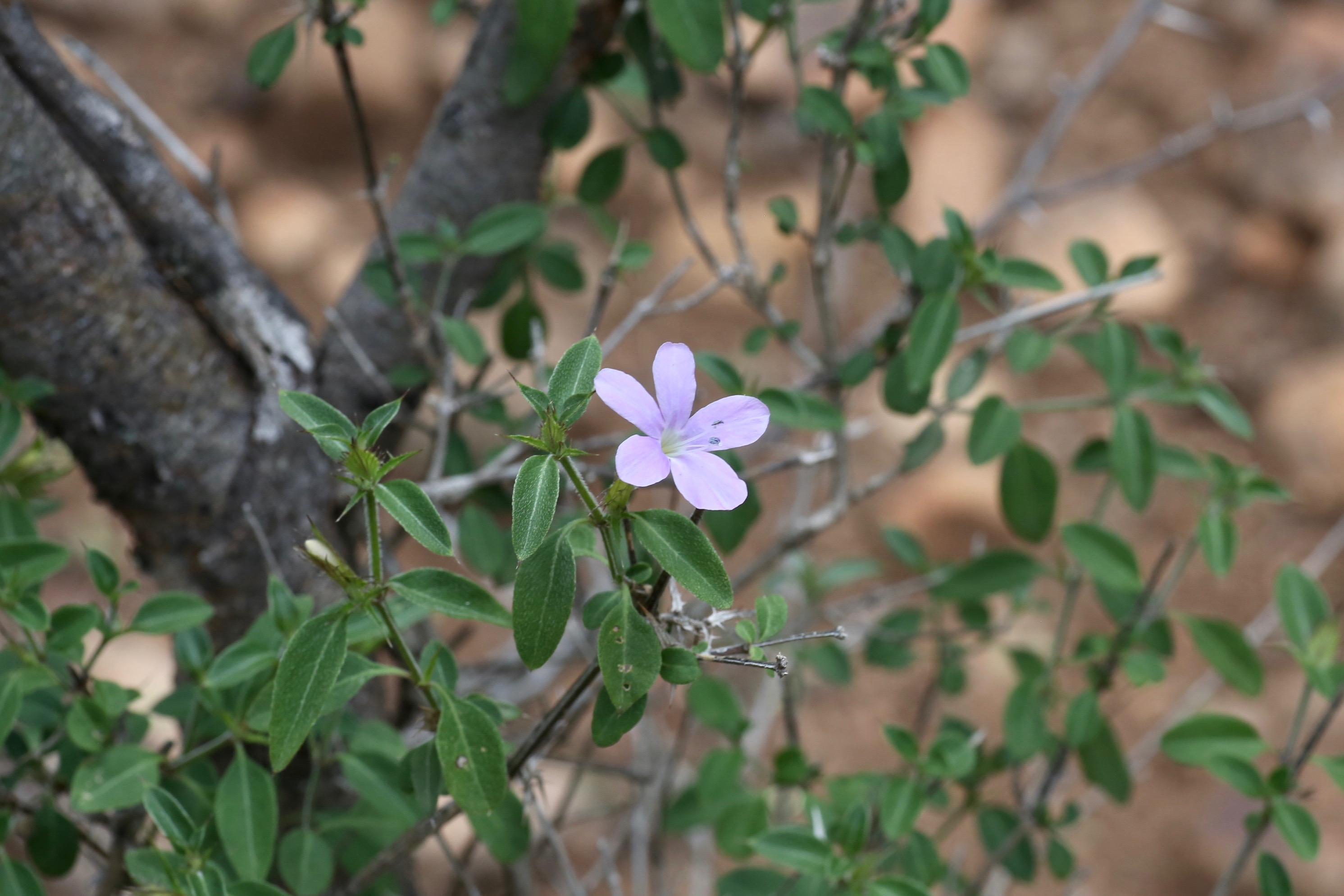
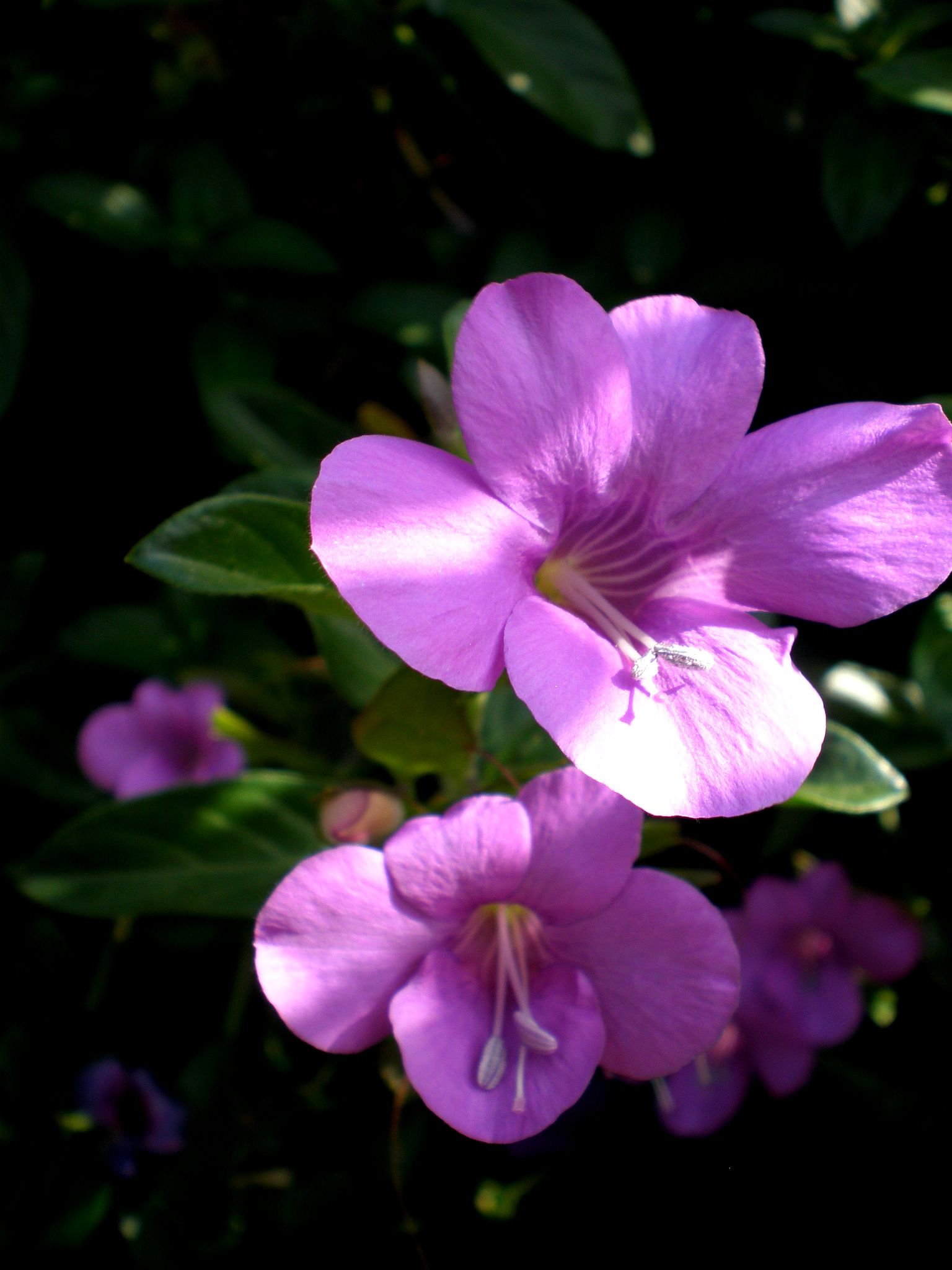
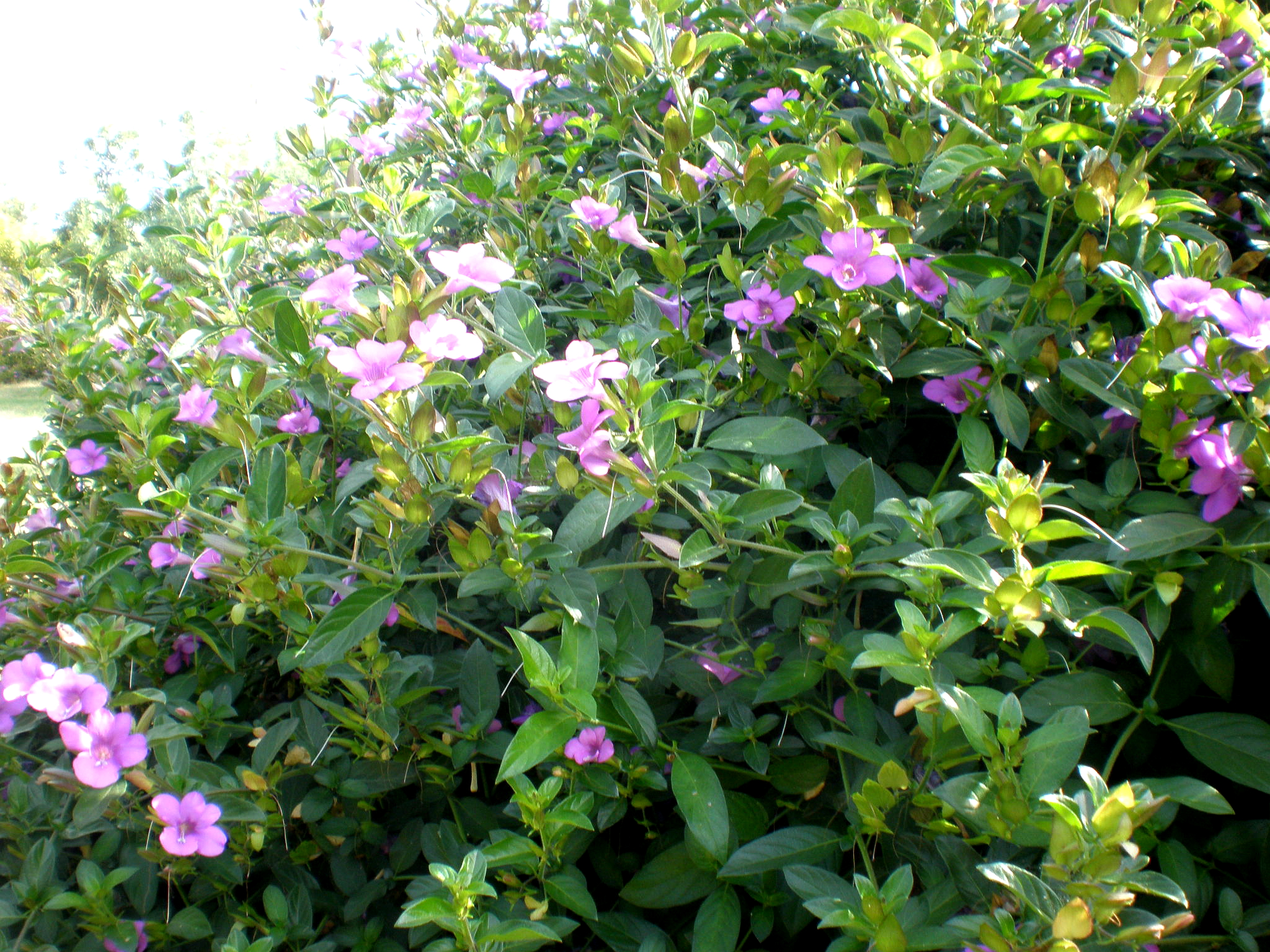